# Саката, Сёити
Саката Сёити (яп. 坂田 昌一 Саката Сё:ити, 18 января 1911, Хиросима — 16 октября 1970, Нагоя) — японский учёный-физик, известный теоретической разработкой структуры атома.
Предложил модель Сакаты, предшествующую кварковой модели.
После Второй мировой войны примыкал к кампании физиков за мирное использование атомной энергии.

## Научная деятельность
В 1929—1933 гг. Саката изучал физику в Токио под руководством Ёсио Нисины, а затем в Университете Киото под руководством Хидэки Юкавы, первого в Японии нобелевского лауреата. Впервые он встретил Юкаву в Институте физико-химических исследований в Осаке, частном исследовательском фонде, основанном Юкавой. Здесь он работал с ним с 1937 года над мезонной теорией и в 1939 году сопровождал его в Киотский университет, где Юкава выступал с лекциями. Саката был назначен профессором в Университете Нагои в 1942 году и оставался там до конца жизни.
В 1950—1960-х Саката был ведущим японским исследователем физики элементарных частиц и получил мировую известность своей адронной моделью (1956), в дальнейшем названной моделью Сакаты, предполагавшей, что фундаментальными составляющими всех подчинённых сильному взаимодействию частиц являются протон, нейтрон и лямбда-барион. Например, положительно заряженный пион составлен из протона и антинейтрона. За исключением целого электрического заряда, протон, нейтрон и лямбда-барион имеют те же свойства, что и U-кварк, D-кварк и S-кварк соответственно, что объясняло успех модели.
Модель Сакаты предшествовала кварковой модели Мюррея Гелл-Манна и Джорджа Цвейга, сделавшей составные части дробно заряженными и отвергшей их отождествление с наблюдавшимися частицами. Это привело к формуле Гелл-Манна — Нисидзимы и «восьмеричному пути», обеспечившим наиболее правильное фундаментальное описание. Однако внутри Японии модели кварков с целым зарядом, параллельные модели Сакаты, применялись до 1970-х и до сих пор применяются как реальные объяснения в некоторых кругах.
Модель Сакаты была использована в книге Хэрри Липкина (англ. Harry Jeannot Lipkin) «Группы Ли для пешеходов» (англ. Lie Group for Pedestrians, 1965). В 1960 году с коллегами из Университета Нагои он расширил модель, включив в неё лептоны. Вскоре после этого он разработал матрицу Понтекорво — Маки — Накагавы — Сакаты, предшествующую ныне принятой теории нейтринных осцилляций. В начале 1960-х было уже получено свидетельство существования второго типа нейтрино.

## Влияние
Нобелевские лауреаты 2008 года по физике Йоитиро Намбу, Масакава Тосихидэ и Кобаяси Макото, получившие премию за разработку в области нарушения симметрии, были его учениками и последователями. Разработанная в Нагойе модель послужила в 1973 г. источником вдохновения для матрицы Кабиббо — Кобаяси — Маскавы, устанавливающей несоответствие квантовых состояний кварков при их свободном распространении и участии в слабых взаимодействиях.
Обычно физики приписывают введение третьего поколения кварков (топ-кварк или истинный кварк и прелестный кварк) стандартной модели элементарных частиц этой работе Кобаяси и Масакавы 1973 года. Кент Стейли (англ. Kent Staley, 2004) описывает историческое происхождение этой работы, подчёркивая почти забытую роль теоретиков Университета Нагои и разработанной ими «Нагойской модели». Некоторые из её разработчиков принимали философию диалектического материализма, и он рассматривает роль таких философских взглядов в теоретической физике. Теоретические и экспериментальные разработки, возбудившие огромный интерес в Японии и, в конечном счёте, подтолкнувшие Кобаяси и Масакаву к работе 1973 года, остались почти незамеченными в США. Это иллюстрирует как важность непроверяемой «темы» (themata, понятие историка и философа науки Джеральда Холтона) в разработке новых теорий, так и вызываемые этим трудности, когда две части исследовательского сообщества работают в относительной изоляции друг от друга.

## Саката имарксизм
Известная фраза Сакаты «…Нейтрино так же неисчерпаем, как и атом» — парафраз утверждения Ленина из «Материализма и эмпириокритицизма». На Сакату неоднократно ссылался Мао Цзэдун — в «Беседе по вопросам философии» 18 августа 1964 года, «Беседе о статье Сакаты» 24 августа 1964 года и беседе с Мао Юаньсинем 18 февраля 1966 года.

## Награды
- 1948 — Премия Асахи
- 1948 — Премия газеты «Тюнити»[яп.]
- 1950 — Императорская премия Японской академии наук
- 1970 — Орден Священного сокровища (瑞宝章 Zuihōshō)